# Nota di variazione (economia)
Nell'IVA, la nota di variazione (detta anche, a seconda del tipo di variazione, nota di credito/accredito ovvero nota di debito/addebito) è una fattura integrativa, che viene emessa quando, successivamente all'emissione o registrazione della fattura originaria, si sono verificate variazioni di quanto fatturato o registrato.
La procedura per l'emissione di una nota di variazione IVA deve seguire gli stessi requisiti dell'emissione di una fattura; ha però regole particolari per le variazioni verificatesi entro un anno, ed altre senza limiti temporali.
La normativa di riferimento è l'art. 26 del Decreto IVA (D.P.R. 26 ottobre 1972, n. 633).